# Leon Józefowski

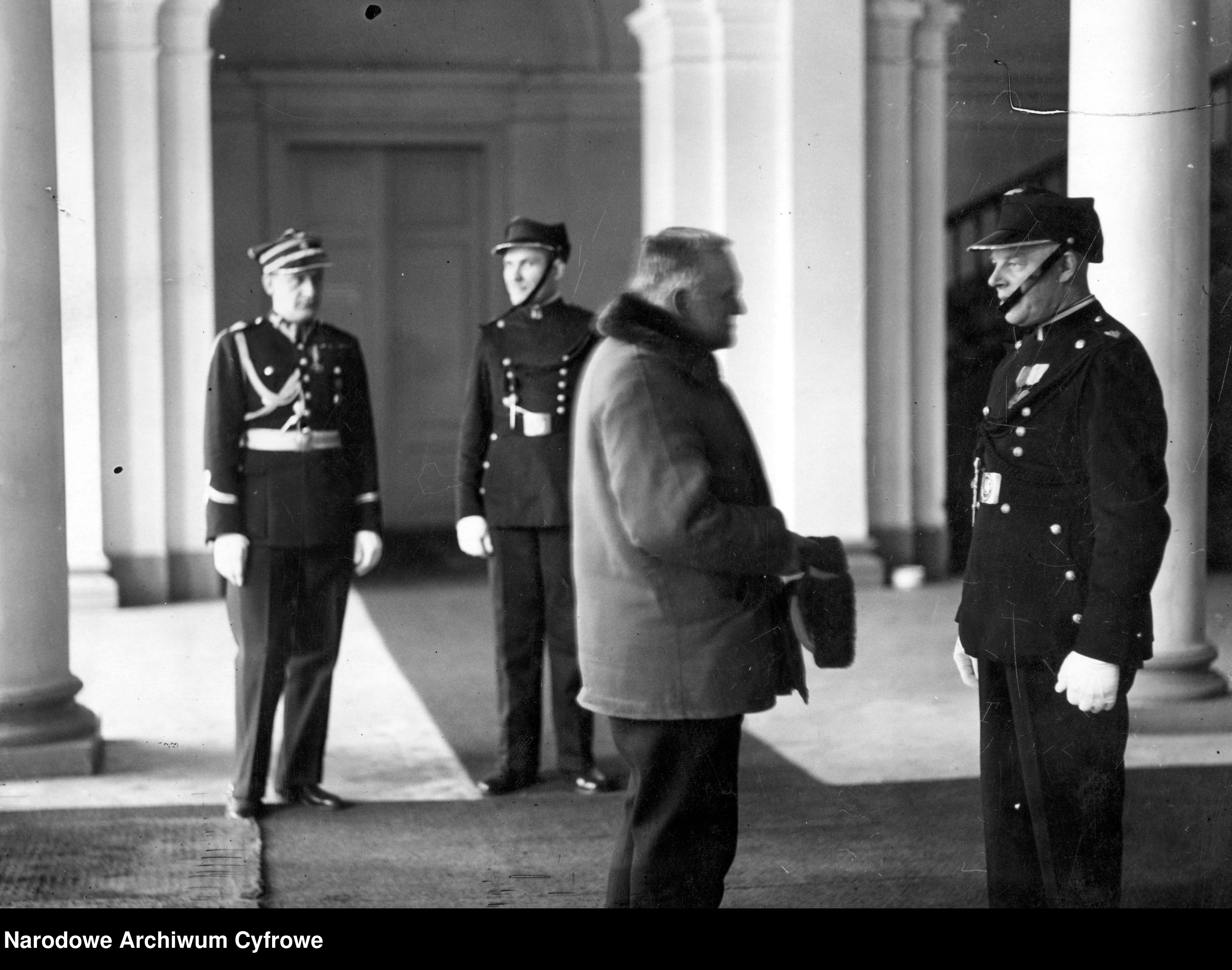
Straż Marszałkowska w kuluarach sejmowych 1936. Pierwszy z lewej stoi Leon Józefowski.

Leon Józefowski, ps. Lubieński (ur. 10 czerwca 1899 w Częstochowie, zm. 12 czerwca 1964) – polski działacz niepodległościowy, handlowiec, urzędnik, starszy wachmistrz rezerwy Wojska Polskiego, kawaler Orderu Virtuti Militari, komendant Straży Marszałkowskiej.

## Życiorys
Urodził się 10 czerwca 1899 w Częstochowie, ówczesnym mieście powiatowym guberni piotrkowskiej, w rodzinie Antoniego i Zofii z Wolfów. Ukończył cztery klasy szkoły technicznej i kurs szkoły leśnej.
8 sierpnia 1916 wstąpił do Polskiej Organizacji Wojskowej. W grudniu tego roku został wyznaczony na stanowisko zastępcy komendanta jednego z obwodów POW. W sierpniu 1917 został zatrzymany przez władze okupacyjne i internowany w obozie w Łomży. W kwietniu 1918 wskutek starań rodziny został zwolniony z internowania i powrócił do działalności w POW w Warszawie. W listopadzie 1918 wziął udział w rozbrajaniu Niemców w Ostrołęce i Wyszkowie.
26 listopada 1918 w Lublinie wstąpił do 3 szwadronu 7 pułku ułanów i w jego szeregach walczył na wojnie z bolszewikami. Wyróżnił się 5 lipca 1919 pod wsią Janowszczyzna. 28 stycznia 1921 rotmistrz Bronisław Rakowski sporządził wniosek na odznaczenie orderem „Virtuti Militari”, w którym napisał:

dnia 5 lipca 1919 r. 3 szwadron 7 pułku ułanów pod dowództwem por. Kazimierza Nowakowskiego otrzymał rozkaz od dowódcy pułku majora Janusza Głuchowskiego atakować większe siły nieprzyjaciela zajmujące wieś Joanowszczyzna (2 baony, około 600 ludzi). Po spieszeniu się tyraliera składająca się z 36 ludzi posunęła się pomimo bardzo silnego ognia karabinów maszynowych nieprzyjaciela pod same okopy nieprzyjaciela. W czasie gdy dowódca szwadronu por. Kazimierz Nowakowski padł zabity, zastępca zaś jego ppor. Michał Pohoski ciężko ranny oraz kilku ułanów również rannych, pozostali ludzie pod dowództwem plutonowego Leona Józefowskiego będąc oskrzydlonymi, a bojąc się otoczenia, zmuszeni byli spiesznie wycofać się, pozostawiając zabitego dowódcę szwadronu oraz rannego ppor. Pohoskiego (rannych ułanów przedtem wyniesiono). Plut. Józefowski widząc to, powrócił do rannego ppor. Pohoskiego i nie mogąc powstać i wziąść na plecy rannego z powodu krzyżowego, bardzo silnego ognia z 3 karabinów maszynowych nieprzyjaciela, skierowanych przeważnie na niego, pełzając ciągnął nieprzytomnego, rannego podporucznika. Dopiero po mozolnym przebyciu do 200 m wzgórza, gdy plut. Józefowski znalazł się w dolinie bezpiecznej od kul, przybyło kilku ułanów, którzy pomogli przenieść rannego do dowództwa 7 pułku ułanów.

26 listopada 1919 został ranny, a w 1922 zdemobilizowany. W rezerwie został awansowany na starszego wachmistrza.
W latach 1926–1928 pracował w Poznaniu. W 1933 pracował w fabryce wyrobów gumowych „Wolbrom” SA w charakterze przedstawiciela handlowego i mieszkał w Markach. W tym czasie obowiązki zawodowe łączył z działalnością społeczną w Związku Strzeleckim na stanowisku komendanta kompanii, Przysposobieniu Wojskowym, w charakterze instruktora i Związku Peowiaków na stanowisku wiceprezesa oddziału w Markach oraz działalnością polityczną w Bezpartyjnym Bloku Współpracy z Rządem także na stanowisku wiceprezesa oddziału w Markach. Później aż do 1944 mieszkał we Włochach przy ul. Wrońskiego 16. W 1934 został zatrudniony w Biurze Sejmu RP w charakterze prowizorycznego sekretarza administracyjnego. 21 stycznia 1935 powierzono mu pełnienie obowiązków komendanta Straży Marszałkowskiej. Później został zatwierdzony na stanowisku komendanta i sprawował obowiązki prawdopodobnie przynajmniej do 22 marca 1939. W 1936 był czynnym oficerem Związku Strzeleckiego w stopniu organizacyjnym „kompanijny”.
17 września 1944 przybył z obozu przejściowego w Pruszkowie do obozu koncentracyjnego Auschwitz, gdzie nadano mu numer więźnia „198820”. 1 października tego roku został przeniesiony do obozu koncentracyjnego Buchenwald.
Zmarł 12 czerwca 1964 i został pochowany na cmentarzu Parafii św. Teresy od Dzieciątka Jezus i Męczenników Rzymskich we Włochach (sektor A2, rząd 7, grób 16).
Był dwukrotnie żonaty. Z pierwszą żoną – Urszulą Antoszczuk (ur. 1902), miał córkę Barbarę (ur. 1925) i syna Zbigniewa (ur. 1926). Po raz drugi ożenił się z Czesławą z Trzeszczkowskich.

## Ordery i odznaczenia
- Krzyż Srebrny Orderu Wojskowego Virtuti Militari nr 5146 – 28 lutego 1922[10][11]
- Krzyż Niepodległości – 16 marca 1937 „za pracę w dziele odzyskania niepodległości”[12], w zamian za uprzednio (16 marca 1933) nadany Medal Niepodległości[13]
- Krzyż Walecznych trzykrotnie[2]
- Medal Pamiątkowy za Wojnę 1918–1921[2]
- Odznaka „Za wierną służbę”[2]
- Odznaka za Rany i Kontuzje z jedną gwiazdką[2]